# A831 (motorväg, Tyskland)
A831 är en motorväg i Stuttgart som leder trafiken ut från det centrala delarna av staden till A8.

## Trafikplatser
|  | Nr | Skyltning                             |
|  | 1  | Stuttgart-Vaihingen                   |
|  | 2  | Stuttgart (Fyrvägskorsning) E 41 E 52 |